# Fritz Borgan
Friedrich „Fritz“ Borgan (* 18. Oktober 1956 in Wien, Österreich) ist ein ehemaliger österreichischer Fußballspieler.

## Karriere
Fritz Borgan begann seine Laufbahn bei Ostbahn XI, bei dem er seine gesamte Nachwuchszeit verbrachte. Schließlich wechselte er 1975 zum 1. Simmeringer SC, um nochmals kurz zu seinem Stammverein Ostbahn XI zurückzukehren. Danach wurde er in den Jahren 1979–1981 drei Mal hintereinander mit dem FK Austria Wien Meister.
Nach zwei Jahren bei der First Vienna FC 1894 wechselte er zum Wiener Sport-Club, bei dem er noch in jungen Jahren aufgrund der Schwangerschaft seiner Frau seine Profikarriere beendete.

## Erfolge
- 3 × Österreichischer Meister: 1978/79, 1979/80, 1980/81
- 3 × Teilnahme Europapokal der Landesmeister: 1978/79, 1979/80, 1980/81